# Yoshimi Inoue
Sōke Yoshimi Inoue (井上庆身?; Tottori, 27 settembre 1946 – Tottori, 1º maggio 2015) è stato un karateka giapponese, allievo diretto di Teruo Hayashi a sua volta allievo di Kenwa Mabuni fondatore dello stile Shitō-ryū.

## Biografia
A 18 anni, Soke Inoue si trasferisce a Osaka per incontrare il Maestro Teruo Hayashi dove inizia ad allenarsi sotto la sua direzione per diventare successivamente istruttore. Al suo ritorno a Tottori, Soke Inoue inizia il suo programma di karate, restando fedele alla scuola Hayashi Ha Shito Ryu Kai per tutta la vita del Soke Teruo Hayashi. Con grande rispetto per il suo illustre insegnante e dei suoi insegnamenti, integrandoli con l'esperienza dei grandi maestri di karate, Soke Inoue fonda la sua scuola di karate-do, la Inoue Ha Shito Ryu Kai Keishin. Diventa così uno dei più ricercati allenatori del mondo, preparando ben 15 campioni mondiali in vari stili di karate, tra cui Mie Nakayama (3 volte campionessa del mondo), Rika Usami (Campionessa Mondiale 2012) e Antonio Diaz (Campione Mondiale 2010-2012). Il suo metodo personale è chiamato Inoue Ha Shito Ryu. Egli è stato anche l'allenatore del kata squadra nazionale giapponese, insignito dell'ottavo dan e membro esaminatore della JKF.